# Década de 410 a.C.
Séculos: (Século VI a.C. - Século V a.C. - Século IV a.C.)
Décadas: 460 a.C. 450 a.C. 440 a.C. 430 a.C. 420 a.C. - 410 a.C. - 400 a.C. 390 a.C. 380 a.C. 370 a.C. 360 a.C.
Anos:
419 a.C. - 418 a.C. - 417 a.C. - 416 a.C. - 415 a.C. - 414 a.C. - 413 a.C. - 412 a.C. - 411 a.C. - 410 a.C.